# بورت

تصویری از بورت مدرن

بورت (به انگلیسی: Burette) وسیله‌ای شیشه‌ای است که به شکل استوانه‌ای عمودی مدرج با شیری در انتها ساخته می‌شود. این وسیله برای ریختن حجم دقیقی از واکنشگرهای مایع در آزمایشهای شیمی مثل سنجش حجمی (تیتراسیون) مورد استفاده قرار می‌گیرد. بورت همراه با ارلن تخلیه در حجم سنجی به کار میرود. بورت‌ها بسیار دقیق درجه بندی شده‌اند: بورت‌های کلاس A دقتی معادل 0.05 میلی لیتر دارند.

## نحوه استفاده از بورت
قبل از استفاده از بورت باید آن را دو سه مرتبه و هر بار ۵میلی لیتر از محلول شستشو داد و هر بار صبر کرد تا محلول کاملاً از آن خارج شود. سپس به آهستگی آن را تا بالاتر از علامت صفر از محلول مورد نظر پر کرد. بعد یک بشر زیر آن قرار داده شده و شیر ان کمی باز شود تا هوای محبوس در نوک آن خارج شوده و سطح محلول تا انجایی که امکان دارد دقیقأ در مقابل اولین درجه بورت پایین بیاید. حال ارلن مایر محتوی محلولی را که هدف اندازه‌گیری آن است زیر بورت قرار داده و معرف قطره قطره از بورت به آن اضافه می‌شود.

## تاریخچه
تاریخچه بورت همزمان با تاریخچه تجزیه حجمی است. فرانکوس آنتونی هنری دسکروزیلس در سال ۱۷۹۱ بورت را اختراع کرد. ژوزف لویی گیلوساک بورتی را ابداع کرد که دارای یک بازوی کناری بود، او در مقاله‌ای با عنوان استاندارد کردن محلول‌های ایندیگو از دو واژه بورت و پیپت استفاده کرد. تحولی نو در روش‌شناسی و تعمیم دادن روش‌های تجزیه حجمی توسط کارل فردریش موهر انجام شد او با اضافه کردن یک گیره و یک شیر در انتها نسل جدیدی از بورت‌ها را طراح کرد.

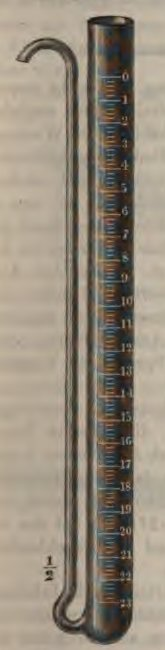
نمونه‌ای از بورت گی لوساک

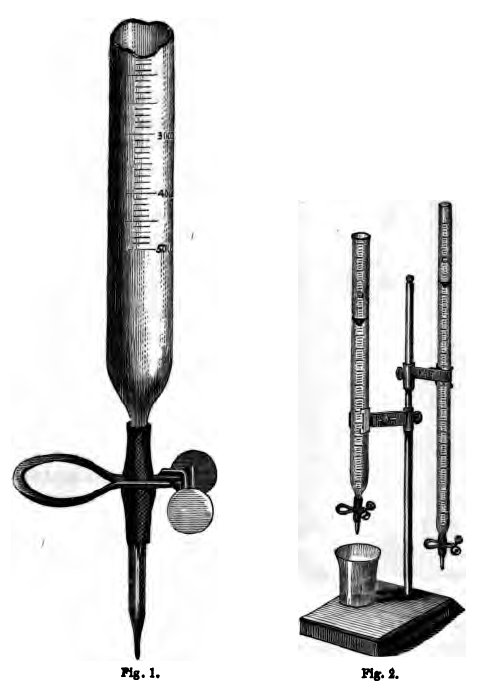
نمونه‌ای از بورت موهر

## پیوند به خارج
Using a Burette from ChemLab at Dartmouth College
https://web.archive.org/web/20110514131534/http://core.ecu.edu/chem/chemlab/equipment/images/burette.jpg
Use of the Buret